# Sarang Giting Kahan
Sarang Giting Kahan is een bestuurslaag in het regentschap Serdang Bedagai van de provincie Noord-Sumatra, Indonesië. Sarang Giting Kahan telt 487 inwoners (volkstelling 2010).